# Port lotniczy Kapsztad
Port lotniczy Kapsztad – międzynarodowy port lotniczy położony 22 km na wschód od centrum Kapsztadu. Jest drugim co do wielkości portem lotniczym w Republice Południowej Afryki i czwartym w Afryce po Johannesburgu, Kairze i Addis Abebie.

## Linie lotnicze i połączenia
| Linia lotnicza          | Kierunek |
| ----------------------- | --- |
| Air Botswana            | 1. Gaborone |
| Air France              | Sezonowo: 1. Paryż-Charles de Gaulle |
| Air Mauritius           | 1. Mauritius |
| Airlink                 | 1. Bloemfontein 2. George 3. Harare 4. Hoedspruit 5. Johannesburg 6. Kimberley 7. Maputo 8. Maun 9. Nelspruit 10. Port Elizabeth 11. Skukuza 12. Upington 13. Victoria Falls 14. Walvis Bay 15. Windhuk |
| British Airways         | 1. Londyn-Heathrow Sezonowo: 1. Londyn-Gatwick |
| CemAir                  | 1. Durban 2. East London 3. Hoedspruit 4. Johannesburg 5. Kimberley 6. Plettenberg Bay |
| Condor Flugdienst       | Sezonowo: 1. Frankfurt |
| Delta Air Lines         | 1. Atlanta |
| Edelweiss Air           | Sezonowo: 1. Zurych |
| Emirates                | 1. Dubaj |
| Eswatini Air            | 1. Manzini |
| Ethiopian Airlines      | 1. Addis Abeba |
| FlyNamibia              | 1. Walvis Bay 2. Windhuk |
| FlySafair               | 1. Bloemfontein 2. Durban 3. East London 4. George 5. Johannesburg-Lanseria 6. Johannesburg 7. Mbombela 8. Port Elizabeth                                                                               |
| Kenya Airways           | 1. Livingstone 2. Nairobi 3. Victoria Falls |
| KLM                     | 1. Amsterdam |
| LAM Mozambique Airlines | 1. Maputo |
| LIFT                    | 1. Durban 2. Johannesburg |
| Lufthansa               | 1. Frankfurt Sezonowo: 1. Monachium |
| Proflight Zambia        | 1. Lusaka |
| Qatar Airways           | 1. Doha |
| RwandAir                | 1. Harare 2. Kigali |
| Singapore Airlines      | 1. Singapur |
| South African Airways   | 1. Johannesburg 2. São Paulo-Guarulhos |
| TAAG Angola Airlines    | 1. Luanda |
| Turkish Airlines        | 1. Stambuł |
| United Airlines         | 1. Newark 2. Waszyngton-Dulles |
| Virgin Atlantic         | Sezonowo: 1. Londyn-Heathrow |